# John Van Seters
John Van Seters (né le 2 mai 1935 dans la province de l'Ontario au Canada et mort le 9 avril 2025) est un chercheur et spécialiste dans les domaines de l'Ancien Testament et du Proche-Orient ancien.
Professeur émérite de l'Université de Caroline du Nord, il accepte en 1977 la chaire de James A. Gray, professeur de littérature biblique dans la même université. Avec une thèse sur le Proche-Orient, il obtient son doctorat en 1965 à Yale. L'Université de Lausanne lui décerne le titre de docteur honoris causa en 1999. Ses récompenses et distinctions honorifiques incluent la bourse Guggenheim, NEH, ACLS, les bourses de recherches de l'Oxford, de Cambridge, de l'Université catholique de Louvain ou encore celle d'un fonds national de recherche d'Afrique du Sud. 
Il publie de nombreuses études dont The Hyksos, A New Investigation (1966), Abraham in History and Tradition (1975), In Search of History (1983), œuvre pour laquelle il gagne le prix James H. Breasted et celui de l'académie américaine des livres religieux (American Academy of Religion book). Il publie encore The Edited Bible (2006) et The Biblical Saga of King David (2009). Dans Changing Perspectives Vol 1: Studies in the History, Literature and Religion of Biblical Israel, préfacé par Thomas L. Thompson, Seters édite vers le milieu des années 2011 une collection d'articles écrits à partir de 1964.

## Recherches et publications
Van Seters, en 1965 à Yale, obtint son doctorat en travaillant que le problème des Hyksôs avant de publier The Hyksos: A New Investigation en 1966. Il bouleversa sur de nombreux points le consensus au sujet de ces dirigeants étrangers de l'Égypte pendant la seconde moitié du deuxième millénaire avant notre ère. Au sujet de leur origine, il soutient qu'ils n'étaient pas des Hourrites en provenance du nord de la Syrie et de le l'Anatolie, qu'ils n'ont pas envahi l'Égypte avec des chars de cavalerie et que leur capitale, Avaris, n'était pas située au voisinage de Tanis. Il affirme plutôt que ces étrangers vinrent du sud de la Palestine migrant à l'est du delta du Nil pendant une période de décentralisation de la Deuxième Période intermédiaire et qu'ils établirent la capitale de leur royaume, Avaris, à Tell el-Dab'a. Ces thèses furent confirmées plus tard par les fouilles archéologiques de Tell ed-Dab'a et de Tell el-Maskhuta sur le oued de Tumilat, l'une des voies permettant d'entrer d'Asie en Égypte.
Abraham in History and Tradition (1975) est une publication pionnière de ce champ de recherche. Van Seters y affirme qu'il n'y a pas de preuves convaincantes qui étayent l'historicité d'Abraham et des autres patriarches bibliques et encore que leur origine mésopotamienne, exploits et autres voyages dépeints dans le livre de la Genèse ne sont pas historiquement fiables. Ce livre entreprend de saper à la fois l'archéologie biblique de William Foxwell Albright qui avait prétendu, dans les cinquante années précédentes, que les fouilles archéologiques avaient confirmé l'essentiel des histoires contenues dans le livre de la Genèse et l'« histoire traditionnelle » de Albrecht Alt et Martin Noth lesquels soutenaient que le Genèse contenait un noyau d'une préhistoire sociale des proto-Israélites qui serait passé dans le livre à la suite d'une transmission orale.
Dans la seconde partie de ce livre, Van Seters met en avant ses propres théories sur l'origine du Pentateuque (les cinq premiers livres de la Bible : Livre de la Genèse, Livre de l'Exode, Lévitique, Livre des Nombres et Deutéronome). Il affirme avec Martin Noth, que le Deutéronome est le début originel de l'histoire allant de Deutéronome à I-II Rois. Cependant, contre Noth et d'autres, il tient que le document dit jahviste, la plus ancienne source de la Genèse, de l'Exode et des Nombres, a été écrit au VIe siècle avant notre ère comme un prologue à l'Historiographie deutéronomiste plus ancienne et que le document P du Pentateuque est un supplément tardif de cette histoire. Cette approche a représenté un renouveau de l'hypothèse des suppléments. Ces hypothèses ont été développées et défendues dans plusieurs livres de Van Seters. D'autres travaux révisionnistes similaires tels ceux de Hans Heinrich Schmid de Zurich et de Rolf Rendtorff de Heidelberg, publiés en 1976 et 1977 ont conduit à une réévaluation majeure de l'étude critique du Pentateuque.
Van Seters a par ailleurs entrepris une vaste étude comparative sur l'historiographie antique, In Search of History : Historiography in the Ancient World and the Origins of Biblical History (1983), livre qui a obtenu de nombreux prix dont le prix James H. Breasted de l'Association Américaine d'Histoire (American Historical Association) en 1985 ou encore le prix de l'American Academy of Religion Book in Historical Studies en 1986. Le livre fait la comparaison entre les premières histoires grecques aux temps d'Hérodote et les genres d'histoires variées apparaissant en Mésopotamie, dans la civilisation Hittites, en Égypte et plus généralement dans le Levant dans le but de comprendre la naissance de l'historiographie dans l'Ancien Israël. Une attention particulière a été donnée à l'analyse critique à l'histoire dite « deutéronomiste » de Livre de Josué à II Rois.
Van Seters a combiné son fort intérêt pour l'histoire avec ses travaux révisionnistes sur le Pentateuque dans une étude détaillée sur le « jahviste ». Ce document est décrit par Seters comme une histoire « antique » des origines d'Israël écrite sous l'influence de la civilisation babylonienne pendant l'exil à Babylone au VIe siècle avant notre ère. Ces vues sont exposées dans Prologue to History: The Yahwist as Historian in Genesis (1992) et The Life of Moses: The Yahwist as Historian in Exodus-Numbers (1994).
La plupart des manuels étudiants sur le Pentateuque sont engagés dans l'approche méthodologique particulière d'une école de pensée et ignore largement d'autres alternatives de compositions possibles de la Bible. Dans The Pentateuch: A Social-Science Commentary (1999) Van Seters tente de résumer la complexité des strates de recherches à la fin du XXe siècle et d'y montrer la position de ses propres théories lesquelles reposent sur la littérature et l'histoire sociale et non sur un contexte académique.
La datation de la source jahviste dans le Pentateuque comme étant plus tardive que le Deutéronome a d'importantes conséquences pour l'histoire du décalogue car cela signifie que le Code de l'Alliance (Ex 21-23) est plus tardif que celui du Deutéronome et implique une importante révision dans le développement de la loi hébraïque. Van Seters opère une telle réévaluation de l'histoire juridique parmi les différents codes bibliques dans A Law Book for the Diaspora: Revision in the Study of the Covenant Code en 2003.
Un des concepts fondamentaux dans la littérature critique de la Bible en général et du Pentateuque en particulier est la notion que différents éléments littéraires, plus ou moins étendus, ont été assemblés par des rédacteurs ou des éditeurs plutôt que par des auteurs au sens moderne du terme. Par ailleurs, ce processus éditorial est pensé comme s'accomplissant jusqu'à ce que la Bible entière soit constituée en Canon au début de l'ère romaine. Van Seters dans The Edited Bible: The Curious History of the “Editor” in Biblical Criticism paru en 2006, et c'est son ouvrage le plus radical à ce jour, vise à démolir toute notion de rédacteurs anciens, notion qui a été introduite dans les études bibliques et classiques à la fin du XVIIIe siècle. Cette étude trace la longue histoire de l'utilisation du terme de « rédacteur » chez les biblistes et elle conclut que les érudits sont responsables de la reproduction d'études bibliques qui proviennent seulement du XVIe siècle. Cette notion d'éditeur est totalement anachronique lorsqu'elle est appliquée à la littérature antique.
Plusieurs regardent David comme l'apogée de l'Israël antique et le producteur des lumières salomoniques. Quelques-uns considèrent cela comme indispensable à la compréhension de cette période historique. Van Seters, dans The Biblical Saga of King David en 2009, a tenté de montrer que l'histoire de David ne reflétait aucunement les conditions de la Jérusalem du -Xe siècle, comme l'ont révélé plusieurs années de fouilles archéologiques.
Enfin, dans son livre The Pentateuch: A Social-Science Commentary paru en 1999 et revu pour la 3e fois en 2015, Van Seters démonte l'hypothèse documentaire et ses fameuses « sources » qu'il considère comme des postulats deus ex machina ; ils n'expliquent rien et certainement pas leur rôle dans la rédaction du Pentateuque, un point de vue que supportent d'autres biblistes dont Thomas Römer.

## Récompenses
- The Woodrow Wilson Fellowship, à l'issue de sa licence à Yale University, 1958.
- Agusta-Hazard Fellowship pour ses études et voyages au Proche-Orient d'octobre 1964 à mai 1965.
- Canada Council research grant, Jan-Juin 1973.
- John Simon Guggenheim Memorial Award, 1979-1980
- National Endowment for the Humanities as director of seminar for college teachers summer, 1984, 1989.
- National Endowment for the Humanities Research Fellowship together with a Visiting Research Fellowship, Oriel College, Oxford, 1985–86
- Honoré par le prix James H. Breasted, American Historical Association, 1985 and the American Academy of Religion Book Award in Historical Studies, 1986, for In Search of History (Yale University Press, 1983).
- American Council of Learned Societies Research Fellowship, together with a Visiting Research Fellow, Fitzwilliam College, Cambridge, 1991–92.
- Senior Research Fellow, Katholieke Universiteit, Louvain, jan.-juin 1998.
- Honoré du degré de Doctor of Theology h.c. from the University of Lausanne, Suisse, 1999.
- Honoré avec Festschrift — Historiography in the Ancient World and in the Bible : Essays in Honour of John Van Seters, (Steven McKenzie et Thomas Römer, eds; Berlin et New York: W. de Gruyter, 2000).
- Foreign Research Fellow, National Research Fund, South Africa, août–septembre 2002.
- Membre honoraire de la Old Testament Society of South Africa, 2003.
- Honoré par le prix R.B.Y. Scott Book (Canadian Soc. of Bib. Studies, 2003) pour A Law Book for the Diaspora, Oxford University Press, 2003.

## Revue de textes
- A Law Book for the Diaspora: Revision in the Study of the Covenant Code (RBL review by Eckart Otto)
- The Edited Bible: The Curious History of the "Editor" in Biblical Criticism (RBL review by Eckart Otto)
- The Pentateuch: A Social Science Commentary (RBL review by Jan A. Wagenaar)